# 라크스 클라인
라크스 클라인(영어: Lacus Clyne, 일본어: ラクス・クライン)은 《기동전사 건담 SEED》에 등장하는 히로인이다.

## 소개
플랜트 최고평의회 의장 시겔 클라인의 딸이자 클라인, 자라 가문의 연대를 위한 아스란 자라의 약혼녀. 플랜트의 공주님이라 불리는 유명인사이자 천사 같은 외모에 사파이어 눈동자, 외유내강형 성격을 갖춘 이터널의 함장이기도 하다. 파트너는 역대 건담 시리즈의 상징이자 행운의 마스코트라 불리는 공 모양의 애완로봇인 하로. 평소에는 온화하고 상냥하나, 전형적인 외유내강형 히로인답게 일단 한 번 화가 나면 단순 손찌검이 아니라 매운 주먹을 날릴 정도로 엄하고 무섭게 변한다. 본디 라크스 클라인은 플랜트의 핵심인 클라인 가문과 자라 가문의 연대를 위해 패트릭 자라의 아들이었던 아스란 자라와 약혼관계에 있었다. 그러나 라크스 클라인은 플랜트를 위해 가문간의 형식적인 정혼은 수용하고 있었으되 아스란 자라에게 친구나 친동생 이상의 감정은 가지지 않았고, 아스란 자라 역시 플랜트에 대한 확고한 군인정신으로 인해 라크스 클라인과의 만남은 극히 소극적이었다. 이후 그녀는 유니우스7의 추모행사를 위해 우주로 출항했다가 추모단을 향한 공격으로 탈출포트에 홀로 남겨지게 된다. 그런 그녀를 구한 사람이 키라 야마토였고, 둘의 첫 만남이었다. 이후, 사실상 포로 신세였지만 키라와 정신적 교감을 나누었고, 키라는 친구인 아스란과 자신의 목표를 관철시키기 위해 그녀를 다시 플랜트로 넘기게 된다. 하지만 이미 키라에게 마음이 있었던 라크스 클라인은 아스란과의 만남에서 키라에 대한 자신의 마음을 이야기하게 되면서 비공식적으로 그들의 약혼은 깨져버리고 이후에도 영원히 맺어지지 못하게 된다. 이후, 친구인 아스란과의 결전에서 부상당한 키라를 구출하였고, 키라의 의지를 위해 당시 자프트군의 최신예 기체였던 프리덤을 넘겨주게 된다. 이로 인해 그녀는 보수파에 의해 플랜트의 국가적 범죄자로 낙인찍히게 되었고, 이 과정에서 부친인 시겔 클라인은 죽임을 당하게 된다. 이후 이터널의 함장이 되어 콜로니 멘델에서 아크엔젤에 탑승하고 있던 키라와 재회하고 키라에게 자신의 마음을 고백, 연인사이가 된다. 후속작인 시드 데스티니에서는 키라와 함께 오브에 남아 고아들을 보살피며 둘만의 조용한 삶을 살아가던 중, 모국이었던 플랜트에 의해 목숨을 위협받게 되고, 그로 인해 다시 한번 이터널에 오르게 된다. 자신의 연인인 키라 야마토의 목숨을 구한 '스트라이크'와 '프리덤'의 이름을 딴 '스트라이크 프리덤'을 키라에게 또 한번 건내주게 되며, 후, 극중 마지막 스페셜판에선 플랜트의 차기 의장이 되어 키라를 맞이하는 모습이 나온다.
그녀는 단지 유능한 여장부(급으로 따지면 쇼군) 정도가 아니라 나름 복 많은 히로인으로 인정될뿐더러 역대 건담 시리즈 히로인 인기투표에서 최우수(1위) 히로인으로 뽑힐만큼 인기가 많은 히로인이며, 팬들에게 여왕이나 여신, 대천사에 버금갈 정도로 팬들에게 인기가 압도적인만큼 상당한 팬을 보유하고 있는 것으로 유명하다.(역대 건담 시리즈의 히로인들(세이라 마스, 레인 미카무라 등)은 물론, 후속인 기동전사 건담 더블오의 히로인들조차 라크스의 반도 못 따라갈 정도) 덧붙여서 비록 극중에는 물건너가 버렸다.

## 조종기체

### 함선
이터널(SEED, SEED DESTINY)

### 모빌슈트
- 인피니트 저스티스 건담 (임시 조종)
- 프라우드 디펜더
- 마이티 스트라이크 프리덤 건담 (보조)